# Italia (1885)
«Італія» (італ. Italia) - броненосець Королівських військово-морських сил Італії однойменного типу другої половини 19-го століття. 

## Історія створення
Броненосець «Італія» був закладений 3 січня 1876 року на верфі «Cantiere navale di Castellammare di Stabia». Спущений на воду 29 вересня 1880 року, вступив у стрій 16 жовтня 1885 року. 

## Історія служби
Незабаром після вступу у стрій на броненосці «Італія» була встановлена допоміжна артилерія: дві 76-мм гармати, дванадцять 57-мм гармат, дванадцять 37-мм гармат Готчкісса та два кулемети.
У 1886 році він здійснив похід, під час якого відвідав порти Неаполь, Палермо та Ліворно і повернувся до Ла-Спецію. Потім корабель відвідав порти Франції, Іспанії та Португалії.
Після повернення «Італія» був включений до складу Постійної ескадри (Squadra Permaente), де став флагманом адмірала Паоло Оренго.
У 1888 році «Італія» брав участь в маневрах, на яких відпрацьовувався захист Ла-Спеції. Того ж року він взяв участь в морському огляді, на якому був присутній імператор Німеччини Вільгельм II.
Протягом наступних п'яти років броненосець «Італія» перебував почергово у складі Активної та Резервної ескадри.
Під час маневрів 1893 року корабель був флагманом 2-ї Дивізії Активної ескадри, куди входили також броненосець «Андреа Доріа», торпедний крейсер «Іріде» та чотири міноносці. Під час цих маневрів кораблі Активної ескадри імітували атаку французького флоту на італійський флот.
У 1895 році «Італія», однотипний броненосець «Лепанто» броненосці «Руджеро ді Лаурія» та «Ре Умберто» були переведені до 3-ї Дивізії Резервної ескадри, «Італія» був флагманом дивізії. Під час маневрів корабель ледве не зіткнувся з «Лепанто».
У 1896 році італійський флот був реорганізований, була створена Маневрена ескадра (італ. Squadra di Manovra), а броненосець «Італія» став її флагманом.
На початку 1890-х років розглядалась можливість модернізації корабля за тим же принципом, що й «Енріко Дандоло», який отримав скорострільні 254-мм гармати. На «Італії» та «Лепанто» планувалось встановити 340-мм гармати. Але від цього плану довелось відмовитись як надто дорогого.
Протягом 1905-1908 років «Італія» пройшов ремонт та модернізацію, під час якої кількість димових труб була зменшена з шести до чотирьох. Також була встановлена друга щогла, демонтовані одна 152-мм та вісім 37-мм гармат. Після повернення у стрій протягом 1909-1910 років «Італія» служив навчальним кораблем у Ла-Спеції.
З початком у 1911 році італійсько-турецької війни планувалось відправити броненосці «Італія», «Лепанто» та «Енріко Дандоло» до Триполі, де вони мали підтримувати італійський гарнізон, що захопив місто. Основним мотивом відправки «Італія» та «Лепанто» була наявність великої кількості снарядів до їхніх гармат головного калібру. Але цей план не був реалізований.
Протягом 1912-1914 років «Італія» використовувався як навчальний корабель. 1 червня 1914 року корабель був виключений зі складу флоту і відбуксирований у Бріндізі. Зі вступом Італії у Першу світову війну у 1915 році корабель знову був включений до складу флоту як «допоміжний корабель першого класу». Корабель перебував і Бріндізі до 1917 року, після чого був передислокований до Ла-Спеції, де переобладнаний на зерновоз.
16 листопада 1921 року корабель остаточно був виключений зі складу флоту та зданий на злам.